# Rugby Calvisano 2009-2010

## Serie A2 2009-10

### Stagione regolare
| Incontro                       | Andata | Ritorno |
| ------------------------------ | ------ | ------- |
| CUS Verona — Calvisano         | 25-23  | 8-29    |
| Calvisano — Amatori Catania    | 26-10  | 36-13   |
| Amatori Alghero — Calvisano    | 14-7   | 7-50    |
| Calvisano — Lyons              | 9-7    | 25-13   |
| Mirano — Calvisano             | 16-20  | 10-38   |
| Calvisano — Fiamme Oro         | 21-15  | 18-13   |
| Asti — Calvisano               | 3-12   | 6-30    |
| Riviera — Calvisano            | 12-12  | 21-34   |
| Calvisano — Gladiatori Sanniti | 26-0   | 42-7    |
| San Gregorio — Calvisano       | 15-13  | 16-11   |
| Calvisano — Pro Recco          | 30-7   | 16-15   |

#### Risultati della stagione regolare
| Posizione | G  | V  | N | P | PF  | PS  | DP   | B  | Pt |
| --------- | -- | -- | - | - | --- | --- | ---- | -- | -- |
| 2ª        | 22 | 17 | 1 | 4 | 528 | 255 | +273 | 12 | 82 |

## Verdetti
- Calvisano promosso in serie A1 con i ripescaggi.